# Erroll Garner

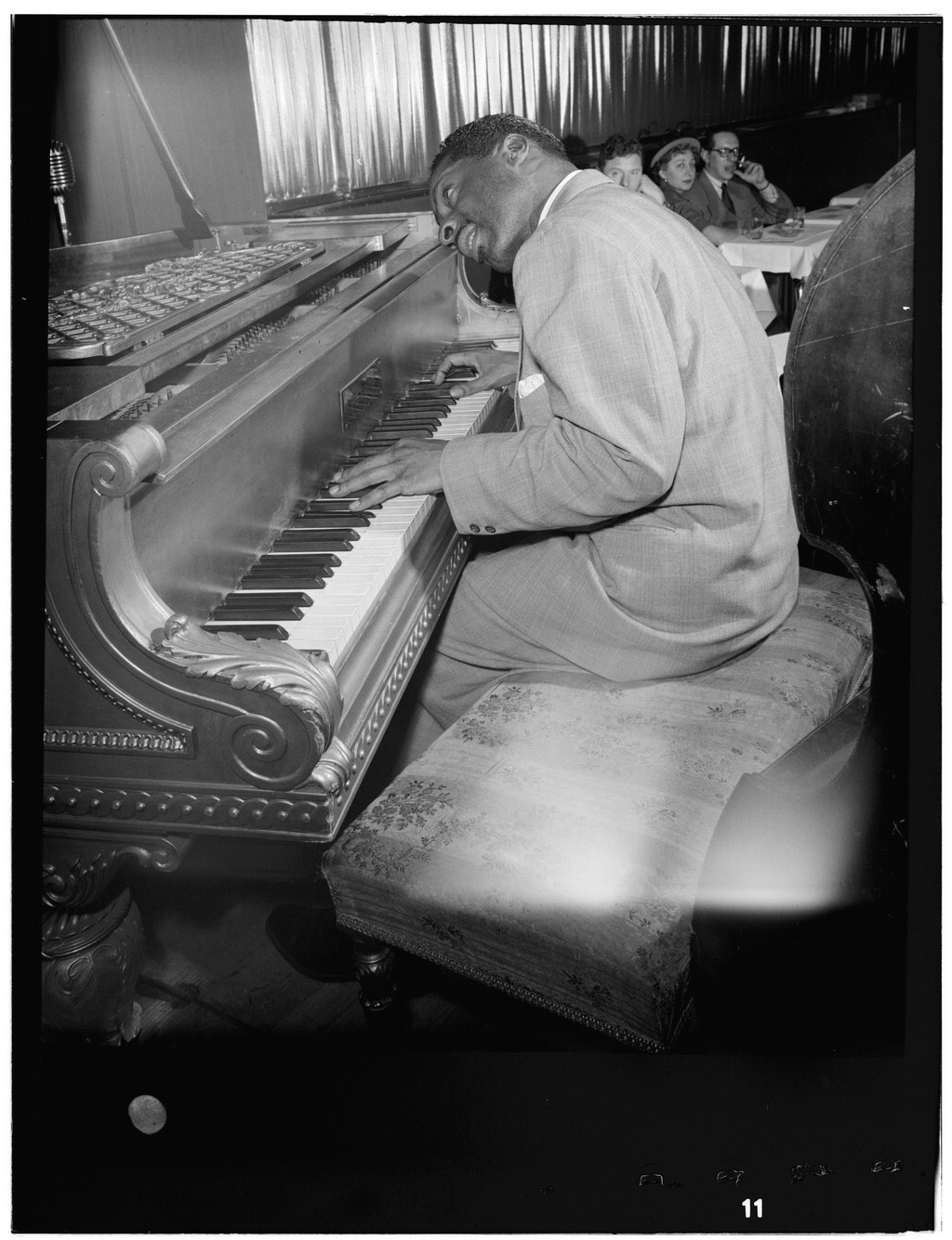

Erroll Garner (Pittsburgh, 1923. június 15. – Los Angeles, 1977. január 2.) amerikai dzsessz-zongorista, zeneszerző, az egyetemes dzsessztörténet egyik legnagyobb alakja.
Virtuóz játéka és zongorastílusa úgy alakult ki, hogy soha meg se tanult kottát olvasni.
Tizenhét éves korától hivatásos zenész volt. 1944-ben New Yorkba költözött. Egy darabig Art Tatumot helyettesítette annak triójában, majd létrehozta saját trióját. Legsikeresebb felvétele a Concert by the Sea koncertalbum volt, ami 1955-ben készült. Legendás szerzeménye a Misty is.
Minden stílusból csak azt tartotta meg, ami passzolt személyiségéhez. Talán csak Earl Hines-hoz állt közel közel az időkezelés és a jobbkéz használatával.

## Életrajz
Zenéje a swingből nőtt ki, de otthonosan mozgott a bebopban, és persze minden leütött billentyűjében ott volt a blues is.
Erroll Garner hároméves korától tanult zongorázni. A bakelitlemezeken megszólaló  zenét próbálgatta utánozni. Hétévesen már fellépett, a Candy Kids tagjaként a KDKA rádióállomáson. Később Pittsburgh környékén folyami hajókon játszott, bár a bátyja (Linton) még háttérbe szorította.
A Westinghouse Gimnáziumban ismerte meg Billy Strayhornt, Dodo Marmarosa osztálytársa volt.
Garner 1937-ben kezdett el professzionálisan fellépni. 1938-tól 1941-ig Leroy Brown szaxofonos zenekarában játszott. Mint szólista helyi bárokban, mozikban és vasárnaponként egyházzenészként játszott.
1944-ben New Yorkba költözött, ahol az 52. utcai dzsesszklubokban játszott. Az első felvételei Timme Rosenkrantz lakásában készültek, amelyek később a Blue Note Records-on is megjelentek.
1945-ig Art Tatum utódjaként játszott Slam Stewart triójában és kvartettjében. Ugyanebben az évben megalakította saját zongoratrióját. 1947-ben  Charlie Parkert a Cool Blues előadásain. 1948 májusában a párizsi Théâtre Marignyban adott triókoncertet.
1950-ben az első dzsesszzongoristák egyike lett, aki szólistaként lépett fel egy koncertteremben − a clevelandi „Music Hall”-ban.
1952-ben Art Tatum, Meade Lux Lewis és Pete Johnson társaságában  turnézott. 1954-ben megalapította saját lemezkiadóját. Játszott Benny Carter, Don Byas, Coleman Hawkins, Wardell Gray, Lucky Thompson, Teddy Edwards, Howard McGhee, Charlie Shavers, Vic Dickenson lemezein, és  Georgie Auld és Boyd Raeburn zenekaraival.
Az 1950-es, -60-as években televíziós műsoroknak is gyakori vendége volt, például Ed Sullivannel, Steve Allennel, Jackie Gleasonnal, Merv Griffinnel és Perry Comoval.
Az 1960-as évek végén a Montreux-i Nemzetközi Televíziós Fesztivál vendégszereplője volt, a főcímdalt is ő komponálta. Az 1970-es évek elején Dél-Amerikában és a Távol-Keleten turnézott.
Garner 1975-ben visszavonult, mert tüdőrákban szenvedett, és 1977. január 2-án Los Angelesben meghalt.
Sikereit elsősorban annak köszönhette, hogy senkihez nem hasonlítható egyéni technikát és hangzást alakított ki, melyet fantasztikus muzikalitással adott elő. Kezdetben még a Harlem stride zongoristáknál alkalmazott, úgynevezett ingabasszus módszert használta a bal kézzel, ám az ingabasszust hamarosan átalakította lüktető gitárakkordszerű blokkos kíséretté. Ehhez olykor sűrű akkordfogásos jobbkézjátékot produkált, máskor remekül száguldozott a felsőbb fekvésekben, miközben a kísérő bal kéz kemény, ritmusos alapot adott a zenének. Néha a dallamot játszó jobb kéz szándékosan le-lemaradt, elkalandozott, rövid időre átcsapott más kompozíciókba, majd visszatért az alaphoz. Mindezt Garner sajátos, eredeti logikára építve tette.

## Diszkográfia
(válogatás)
- Passport to Fame (1944)
- Serenade to Laura (1945)
- The Elf (1945)
- Coctail Time (1947)
- Misty (1954)
- Solitaire (1955)
- Concert by the Sea (1955)
- Paris Impressions (1958)
- Dreamstreet (1959)
- Close-Up It Swing (1961)
- That’s My Kick (1967)

## Anekdota
A műsorközlő odahívja a mikrofonhoz Garnert, szólaljon már meg végre, hiszen egész este nem mondott semmit, pedig remek hangja van. Mire ő beledörmögi a mikrofonba: „Nincs olyan jó, mint Louis Armstrongé.”

## További információ
- Erroll Garner a PORT.hu-n (magyarul)
- Erroll Garner az Internet Movie Database-ben (angolul)